# گردی‌قارچان
گردی‌قارچان (نام علمی: Psathyrellaceae) نام یک تیره از راسته قارچ‌های تیغک‌دار است.